# 2014 TS115
2014 TS115 est un objet transneptunien détaché.